# Dorf an der Pram
Dorf an der Pram là một đô thị thuộc huyện Schärding thuộc bang Oberösterreich, Áo. Đô thị Dorf an der Pram có diện tích 13 km², dân số thời điểm năm 2006 là 1010 người.